# 北山口洋區
北山口洋區（印尼語：Kecamatan Singkawang Utara）是印度尼西亞西加里曼丹省山口洋市管轄的一個區，位於該市北部，全區人口約30,994人，面積為66.65平方公里。

## 行政區劃
目前北山口洋區轄7個社區。
1. 四條港社區（Naram）
2. 十條港社區（Semelagi Kecil）
3. 八條港社區（Setapuk Besar）
4. 七條港社區（Setapuk Kecil）
5. 五條港社區（Sungai Bulan）
6. 三條港社區（Sungai Garam Hilir）
7. 六條港社區（Sungai Rasau）